# Louis Einthoven

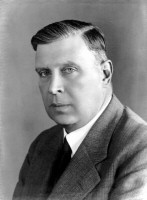
Louis Einthoven

Louis Einthoven (* 30. März 1896 in Surabaja, Niederländisch-Indien; † 29. Mai 1979 in Lunteren, Provinz Gelderland) war ein niederländischer Jurist, Polizeichef von Rotterdam und Mitbegründer der Nederlandsche Unie, einer politischen Bewegung zur Zeit des Zweiten Weltkriegs in den Niederlanden.

## Biographie

### Ausbildung und Tätigkeiten in Niederländisch-Indien
Einthoven wurde 1896 in Surabaja als Sohn des Regionalverwalters Johan Einthoven und dessen Frau Wilhelmina Cornelia Louise van der Kemp geboren. Die Mutter verstarb kurz nach seiner Geburt, weshalb er bald darauf zur Familie seines Onkels Christiaan Eijkman, einem späteren Nobelpreisträger für Medizin, nach Utrecht ziehen musste. Dort besuchte Einthoven das Gymnasium und absolvierte im Anschluss an der örtlichen Universität ein Studium der Rechtswissenschaften. Nach seinem Abschluss im Jahr 1918 folgte ein weiteres Studium in Leiden, diesmal im Fach Niederländisch-Indisches Recht. 1925 heiratete er Angenis Jeannetta Reiniera Willemina Schuil, aus der Verbindung gingen drei Söhne hervor.
Ab 1920 war Einthoven mit verschiedenen Verwaltungsaufgaben in seinem Geburtsland Niederländisch-Indien betraut, darunter eine Anstellung bei der Verwaltung der Region Buitenzorg (niederl. Landraat te Buitenzorg) und als Gerichtsschreiber bei mehreren Gerichten in Batavia. 1926 folgte die Rückkehr nach Europa, wo er zunächst für ein Jahr in den Niederlanden lebte, bevor er 1927 nach Genf weiter zog. Dort war er für den Völkerbund mit vergleichenden Studien auf dem Gebiet der Kolonialverwaltung unter Berücksichtigung des niederländisch-indischen Arbeitsrechts befasst. 1929 kehrte Einthoven erneut nach Niederländisch-Indien zurück, wo er als Jurist tätig war und sich vorrangig mit Krisengesetzgebung und der Abschaffung der sogenannten poenale sanctie beschäftigte. Dabei handelte es sich um eine Form der Kontraktarbeit, die es Plantagenbesitzern unter anderem erlaubte, ihre Kulis nach eigenem Gutdünken und ohne vorheriges Verfahren für deren angebliche „Verfehlungen“ zu bestrafen. Dies schloss auch körperliche Strafen oder eine Verlängerung der vertraglich festgelegten Kontraktarbeitszeit mit ein.

### Polizeichef in Rotterdam
1933 siedelte Einthoven erneut in die europäischen Niederlande um. Dort wurde er am 29. Dezember von Pieter Droogleever Fortuyn, dem mit ihm persönlich befreundeten Bürgermeister von Rotterdam, zum Polizeichef der Stadt ernannt, obwohl er keinerlei Erfahrung in der Polizeiarbeit besaß. In dieser Funktion verdoppelte er die Zahl der Ermittler beim polizeilichen Geheimdienst der Stadt, mit dem Ziel Kommunisten und andere politische Linke aufspüren und unter Beobachtung halten zu können. Des Weiteren befasste sich Einthoven intensiv mit der recht hohen Zahl an chinesischen Einwanderern in Rotterdam, die er für den in der Stadt grassierenden, illegalen Handel mit Opium verantwortlich machte. Vor allem im Stadtteil Katendrecht hatte sich etwa ab den 1910er-Jahren eine chinesische Gemeinde gebildet, deren Mitglieder meist als Hafenarbeiter oder Seeleute beschäftigt waren. Im Zuge der Weltwirtschaftskrise von 1929 wurden viele von ihnen arbeitslos und rutschten auf Grund von mangelnden Sprachkenntnissen häufig schnell in die Armut ab. 1936 veröffentlichte der Soziologe Frederik van Heek eine Studie, in der er die chinesischen Einwanderer in die Kategorien „wirtschaftlich wertvoll“ und „überzählig“ einteilte. Einthoven, dem die Chinesen in Rotterdam ohnehin ein Dorn im Auge waren, nahm diese Studie zum Anlass, eine große Zahl chinesischer Einwanderer aus Rotterdam deportieren zu lassen. Dazu überzeugte er einige der in der Stadt ansässigen Reedereien, diese Menschen zu einem günstigen Preis zunächst nach Java und von dort weiter nach Singapur und Hongkong zu bringen. Die zügige Umsetzung dieser Maßnahmen stellte sicher, dass sich nur die wenigsten Betroffenen mit juristischen Mitteln gegen ihre Abschiebung wehren konnten. Insgesamt wurden auf diese Weise etwa 1000 Chinesen aus Rotterdam vertrieben, lediglich etwa 200 chinesische Einwanderer verblieben in Katendrecht.
Während seiner Amtszeit als Polizeichef bemühte sich Einthoven um eine bessere Ausbildung für Rotterdamer Polizeibeamte. So wurden unter seiner Leitung beispielsweise Lehrfilme eingeführt, über deren Inhalt die Beamten im Anschluss möglichst detaillierte Berichte verfassen mussten. Des Weiteren ließ er Vorträge durch Fachpersonal organisieren, in denen etwa der Umgang mit psychisch gestörten Personen thematisiert wurde. Unter Droogleever Fortuyns Nachfolger Pieter Oud verschlechterte sich Einthovens Verhältnis zur politischen Führung der Stadt zusehends. Insgesamt nahm Einthovens Unzufriedenheit mit der verzuilten (zu deutsch „versäulten“) niederländischen Politik während seiner Zeit als Polizeichef mehr und mehr zu.
1939 gehörte Einthoven zu einer Gruppe von 18 hochrangigen niederländischen Polizeioffizieren, die durch die Gestapo in einem 1997 aufgetauchten Dokument als „Deutschfreundlich“ eingestuft wurden. Dies könnte darauf hindeuten, dass er in dieser Zeit Kontakte nach Deutschland und zur Gestapo gehabt hatte.

### Nederlandsche Unie

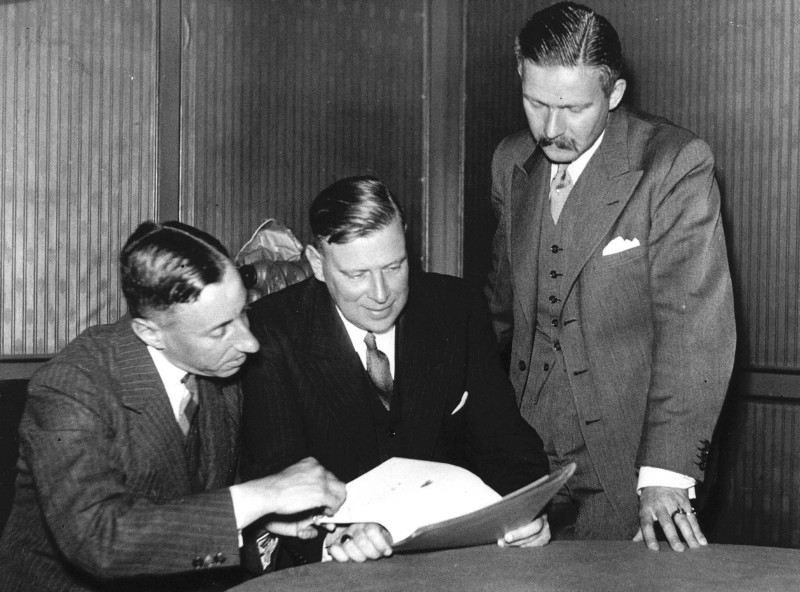
Einthoven (Mitte) mit de Quay (links) und Linthorst Homan (rechts)

Aus besagter Unzufriedenheit mit der Politik und aus Sorge vor einer vollkommen nationalsozialistisch geprägten Zukunft der Niederlande, gründete Einthoven am 24. Juli 1940, wenige Tage nach der niederländischen Kapitulation, gemeinsam mit den beiden Politikern Johannes Linthorst Homan und Jan de Quay die sogenannte Nederlandsche Unie. Diese sollte eine politische Massenbewegung sein, die in ihrem Manifest zwar eine Zusammenarbeit mit den deutschen Besatzern vorsah, jedoch auch eine Bewahrung der niederländischen „Volksidentität“ und nationalen Souveränität, inklusive der Treue zum ins Exil gegangenen Königshaus Oranien, anstrebte. Darüber hinaus war die Unie als gemäßigtere Alternative zur offen faschistischen Nationaal-Socialistische Beweging (NSB) gedacht. Die Unie entwickelte sich im Verlauf des Jahres 1940 zur größten politischen Bewegung in der Geschichte der Niederlande, binnen einer Woche wurden 200.000 Niederländer Mitglied. Auf ihrem Höhepunkt erreichte die Unie sogar eine Mitgliederzahl von bis zu 800.000 Menschen. Viele Niederländer traten der Bewegung weniger aus Überzeugung für deren Ziele als viel mehr aus Protest gegen die NSB und damit auch gegen die deutsche Besatzungsmacht, bei.
Über das Ausmaß der Kooperation mit den Deutschen herrschte innerhalb des Führungstrios zunehmend Uneinigkeit, insbesondere Einthoven empfand den eingeschlagenen Kurs immer mehr als zu „Pro-Deutsch“. Wurde die Nederlandsche Unie in den ersten Monaten ihres Bestehens von der deutschen Administration noch geduldet, kam es 1941 nach Beginn des deutschen Angriffs auf die Sowjetunion verstärkt zu Spannungen, da sich das Führungstrio der Unie weigerte, die Niederländer zur Unterstützung für den „Kampf gegen den Bolschewismus“ aufzurufen. Das Ende der Bewegung läutete schließlich ein Artikel im durch diese herausgegebenen Wochenblatt De Unie ein, in dem Einthoven, de Quay und Linthorst Homan sich vom Nationalsozialismus distanzierten und die Souveränität der Niederlande zur Bedingung einer Beteiligung des Landes an besagtem Kampf gegen den Bolschewismus machten. Dies führte zum Verbot der Unie zum 31. Dezember 1941.

### Gefangenschaft und restliche Kriegszeit
Kurz nach der Auflösung der Nederlandsche Unie wurde deren Führungstrio von den Deutschen verhaftet. Einthoven, den die Deutschen als den gefährlichsten der drei ansahen, wurde am 4. Mai 1942 zunächst in das Internierungslager Sint-Michielsgestel gebracht, in dem während des Krieges viele prominente Niederländer als Geiseln festgehalten wurden. Der deutsche Reichskommissar für die Niederlande, Arthur Seyß-Inquart soll Einthovens Gefangenschaft mit den Worten „Der kommt niemals frei.“ kommentiert haben. Als die Insassen von Sint-Michielsgestel im September 1944 in das Konzentrationslager Herzogenbusch überstellt werden sollten, gelang es ihm sich in einem zuvor vorbereiteten Versteck zu verbergen. Nach seiner Flucht tauchte er für den Rest des Krieges in Den Haag unter. Nachdem der Süden des Landes kurz darauf von den alliierten Streitkräften befreit wurde, siedelte Einthoven dorthin über und begann mit Prinz Bernhard, dem Oberkommandierenden der dort neu gebildeten niederländischen Streitkräfte, zusammenzuarbeiten. Die in dieser Zeit wiederholt an ihn gerichteten Anfragen von Ministerpräsident Pieter Sjoerds Gerbrandy, einen Ministerposten zu übernehmen, lehnte er ab.

### Nachkriegszeit
Nach dem Ende des Krieges kehrte Einthoven nicht in seine alte Position als Polizeichef von Rotterdam zurück. Stattdessen wurde ihm die Leitung des neu gegründeten niederländischen Geheimdienstes Bureau Nationale Veiligheid übertragen. Dieser wurde bereits zum 31. Dezember 1946 wieder aufgelöst und als Centrale Veiligheidsdienst, ebenfalls unter Einthovens Führung, neu aufgestellt. 1949 überwachte er eine weitere Umstrukturierung des Dienstes, an dessen Ende der Binnenlandse Veiligheidsdienst stand. Bis zu seiner Pensionierung am 1. April 1961 hatte Einthoven die leitende Position dieses Geheimdienstes inne.
Einthoven verstarb am 29. Mai 1979 an seinem letzten Wohnort Lunteren in der Provinz Gelderland.

## Werke
1973 verfasste Einthoven als Reaktion auf das Erscheinen des vierten und fünften Bandes von Loe de Jongs Monumentalwerk Het Koninkrijk der Nederlanden in de Tweede Wereldoorlog die sich intensiv mit der Nederlandsche Unie und Einthovens Rolle während des Krieges befassen, eine Gegendarstellung der Ereignisse, die beim Verlag Semper Agendo erschien:
Heeft de afwezige ongelijk? Apeldoorn 1973, ISBN 90-6086-586-3.
Beim selben Verlag erschienen ein Jahr später Einthovens Memoiren:
Tegen de stroom in: levende vissen zwemmen tegen de stroom in, alleen de dooie drijven mee. Apeldoorn 1974, ISBN 90-6086-596-0.